# Andrzej Karbowiak

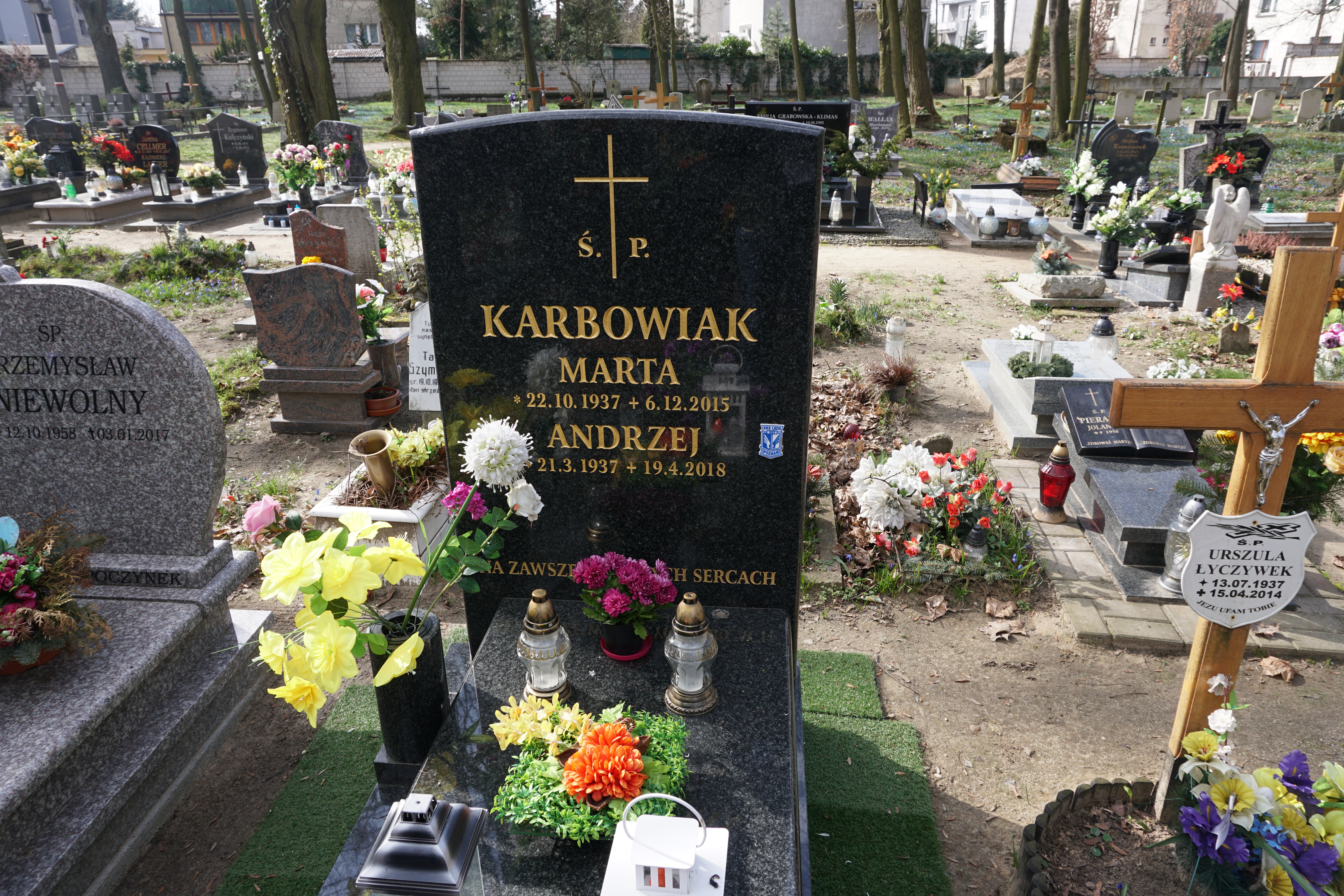
Grób Andrzeja Karbowiaka na cmentarzu Jeżyckim w Poznaniu

Andrzej Karbowiak (ur. 21 marca 1937 w Ostrowie Wielkopolskim, zm. 19 kwietnia 2018) – polski piłkarz, występował na pozycji obrońcy.

## Kariera
Karierę piłkarską rozpoczynał w zespole Ostrovia Ostrów Wielkopolski. Do października 1956 roku był zawodnikiem III-ligowej KKS Ostrovii. Z tego zespołu trafił do Lecha Poznań.  W latach 1957–1968 występował w zespole Lecha Poznań. W najwyższej klasie rozgrywkowej rozegrał 70 spotkań w których strzelił 4 gole. Następnie pracował w poznańskim klubie jako trener juniorów, bramkarzy, a następnie jako asystent pierwszego trenera.  Zostanie pochowany na cmentarzu Jeżyckim w Poznaniu (kwatera P, rząd 76, grób 13).